# Kang Na-ru
Kang Na-ru (née le 25 avril 1983) est une athlète sud-coréenne, spécialiste du lancer de marteau.

## Biographie
En 2007 elle remporte la médaille d'argent au lancer du marteau des Championnats d'Asie, battue par la Chinoise Liao Xiaoyan. 
Elle bat plusieurs fois le record de Corée du Sud du marteau, avec un meilleur jet à 63,80 m.
De 2007 à 2015 elle remporte 9 titres nationaux consécutifs.

### Palmarès
| Date | Compétition         | Lieu  | Résultat | Épreuve | Performance |
| ---- | ------------------- | ----- | -------- | ------- | ----------- |
| 2007 | Championnats d'Asie | Amman | 2e       | Marteau | 57,38 m     |

### Records
| Épreuve | Performance | Lieu  | Date        |
| ------- | ----------- | ----- | ----------- |
| Marteau | 63,80 m     | Daegu | 16 mai 2012 |